# Wital Kowal
Wital Mikałajewicz Kowal (błr. Віталь Мікалаевіч Коваль, ros. Виталий Николаевич Коваль - Witalij Nikołajewicz Kowal; ur. 31 marca 1980 w Dobriance) – białoruski hokeista rosyjskiego pochodzenia. Reprezentant Białorusi, olimpijczyk.

## Kariera zawodnicza
- Mołot-Prikamje Perm (1998-2005)
  -  Nieftianik Leninogorsk (2000-2001)
  -  Motor Barnauł (2003-2004)
  -  Liepājas Metalurgs (2005)
- HK Nioman Grodno (2005-2008)
- Dynama Mińsk (2008-2010)
- Atłant Mytiszczi (2010-2011)
- Torpedo Niżny Nowogród (2011-2014)
- Saławat Jułajew Ufa (2014-2015)
- Nieftiechimik Niżniekamsk (2015)
- VIK Västerås HK (2016)

Od czerwca 2014 zawodnik Saławatu Jułajew Ufa. Odszedł z klubu z końcem kwietnia 2015. Od końca września 2015 zawodnik Nieftiechimika Niżniekamsk. Od początku stycznia 2016 zawodnik szwedzkiego VIK Västerås HK. Pod koniec lipca 2016 został zawodnikiem Junostii Mińsk, jednak kilka dni później ogłosił zakończenie kariery zawodniczej.
Uczestniczył w turniejach mistrzostw świata w 2008, 2009, 2010, 2012, 2014, 2015, 2016 oraz zimowych igrzysk olimpijskich 2010.

## Kariera trenerska
- Dynama Mińsk (2018-2019), trener bramkarzy
- Reprezentacja Białorusi (2019), trener bramkarzy
- HK Dynama Mołodeczno (2019-), trener bramkarzy

W listopadzie 2018 został trenerem bramkarzy w Dynama Mińsk. Pełnił funkcję trenera bramkarzy w kadrze Białorusi seniorów podczas turnieju MŚ edycji 2019. W lipcu 2019 został mianowany trenerem bramkarzy w Dynamie Mołodeczno.

## Sukcesy
Klubowe
- Mistrzostwo wyższej ligi 2004 z Mołotem
- Puchar Spenglera: 2009 z Dynama Mińsk
- Wicemistrzostwo Rosji / KHL: 2011 z Atłantem

Indywidualne
- KHL (2010/2011):
  - Trzecie miejsce w klasyfikacji średniej goli straconych na mecz w sezonie zasadniczym: 2,05
- KHL (2011/2012):
  - Pierwsze miejsce w klasyfikacji średniej goli straconych na mecz w sezonie zasadniczym: 1,75
  - Drugie miejsce w klasyfikacji skuteczności interwencji w sezonie zasadniczym: 93,0%
  - Mecz Gwiazd KHL (wybrany, lecz nie zagrał)
- Mistrzostwa Świata w Hokeju na Lodzie 2008/Elita:
  - Jeden z trzech najlepszych zawodników reprezentacji
- Mistrzostwa Świata w Hokeju na Lodzie 2012/Elita:
  - Piąte miejsce w klasyfikacji bramkarzy turnieju
  - Jeden z trzech najlepszych zawodników reprezentacji

Wyróżnienie
- Hokeista Roku na Białorusi: 2012